# Dreispringen
Dreispringen ist ein Ortsteil im Stadtteil Bärbroich von Bergisch Gladbach. Er besteht seit 1962 aus den beiden Ortschaften Oberdreispringen und Unterdreispringen.

## Lage
Die Ortslage Dreispringen liegt im Osten der Stadt Bergisch Gladbach auf einer Höhe von etwa 235 m ü. NHN bis 255 m ü. NHN. Etwas oberhalb liegt neben einem Funkmast der Trigonometrische Punkt II. Ordnung Dreispringen Lage, vis-à-vis des Hauses Ottoherscheid 76 a auf einer Höhe von 266,8 m ü. NHN. Mit 267 m ü. NHN stellt der Bergrücken die höchste Erhebung der Bärbroicher Höhe dar.

## Geschichte
Die Siedlung Dreispringen ist im Urkataster noch nicht verzeichnet. Demzufolge entstand sie erst nach 1828 in der Mitte des 19. Jahrhunderts durch die aufstrebende Montanindustrie. 
Laut der Uebersicht des Regierungs-Bezirks Cöln besaß der als „Bauergüter“ kategorisierte Ort 1845 drei Wohnhäuser. Zu dieser Zeit lebten dort 17 Einwohner, alle katholischen Glaubens. 1905 zählte Dreispringen bereits elf Gebäude und 57 Einwohner. Der Siedlungsname Dreispringen bedeutet wörtlich drei Quellen. Er leitet sich aus dem althochdeutschen „springan“ (= entspringen, hervorquellen, sprudeln) bzw. dem mittelhochdeutschen „sprinc“ (= Quelle) ab. Das Quellgebiet auf der Höhe hat also drei kleine Wasserläufe, die sich etwas weiter östlich zum Kotzbach vereinigen.

## Drei Quellen waren namensgebend
Als Standort für die drei Quellen, denen Dreispringen seinen Namen verdankt, kommen mehrere Stellen infrage. Möglicherweise sind es die Quellen, die auf halber Höhe am Südosthang des Dreispringer Bergs in der Nähe von Wolfsiefen liegen. Von jeder Quelle geht ein Quellsiefen aus. Sie laufen wie eine Gabel aufeinander zu und vereinigen sich etwa 50 Meter bevor sie das Tal erreichen. Daraus entsteht ein kleiner Bach, der sodann in den Kotzbach mündet. 

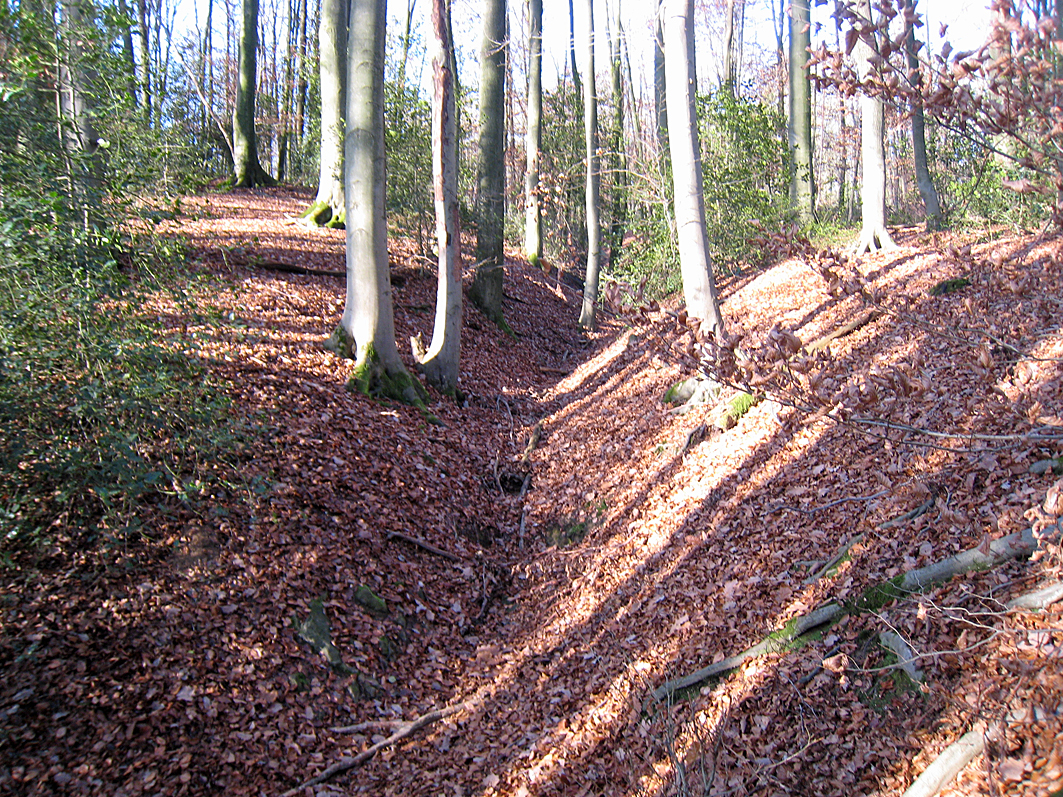
Westlicher Quellsiefen
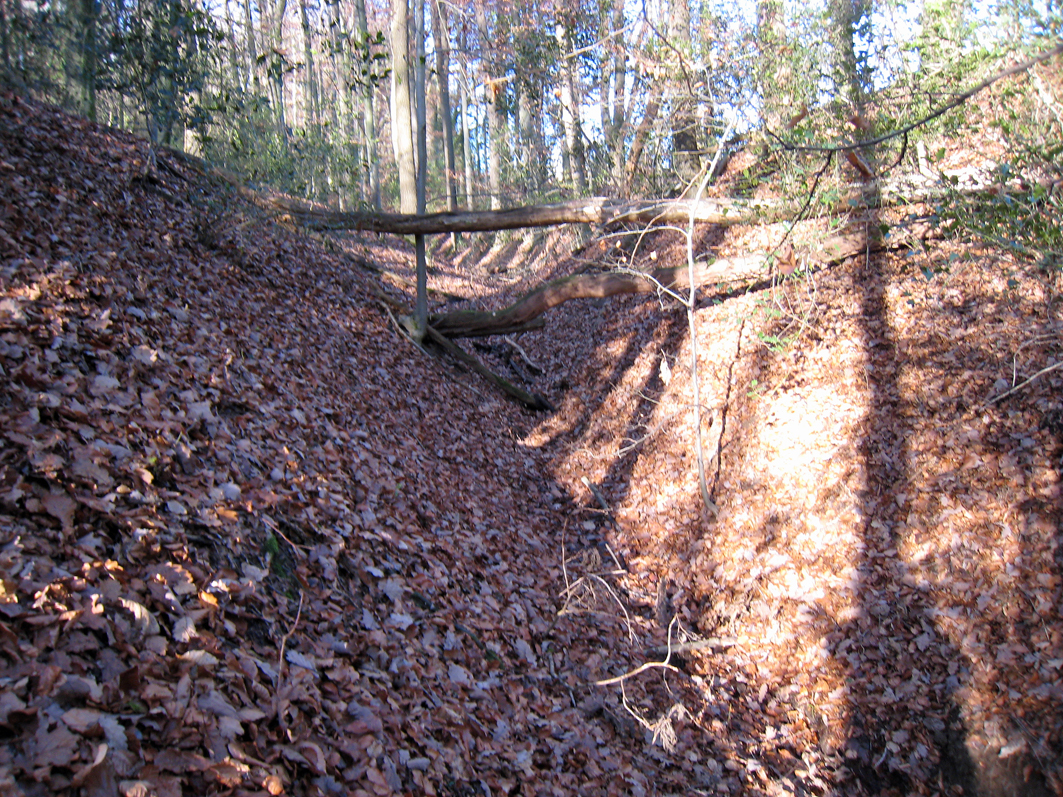
Mittlerer Quellsiefen
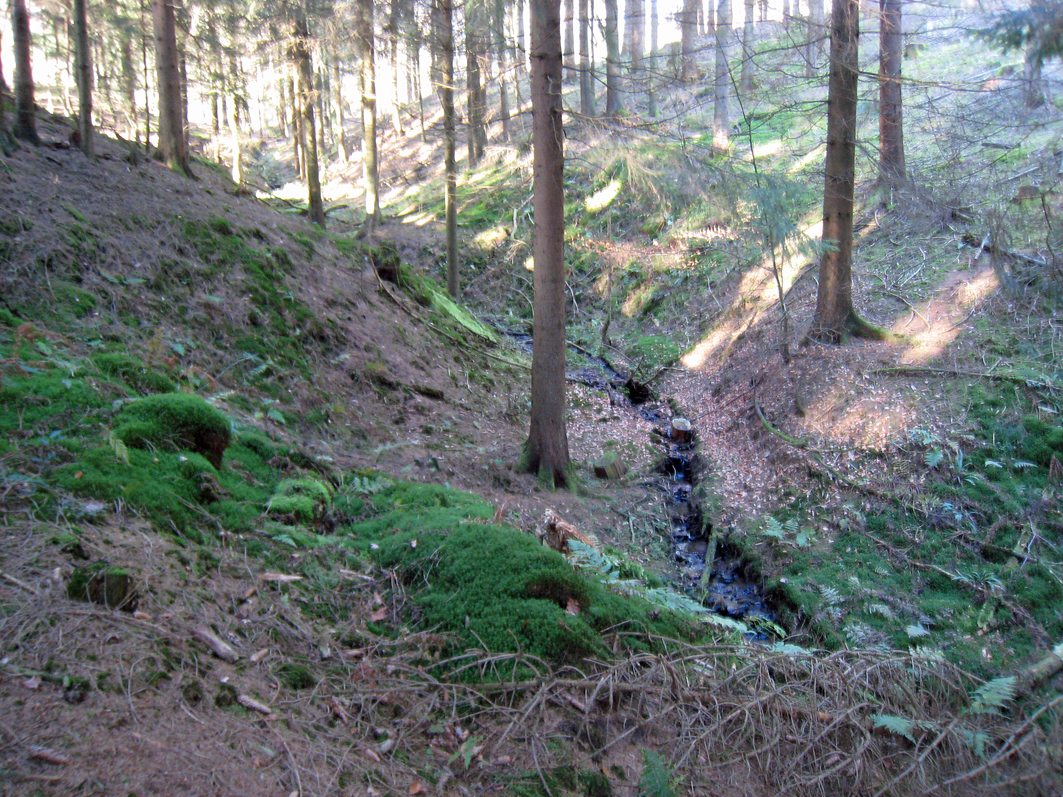
Östlicher Quellsiefen
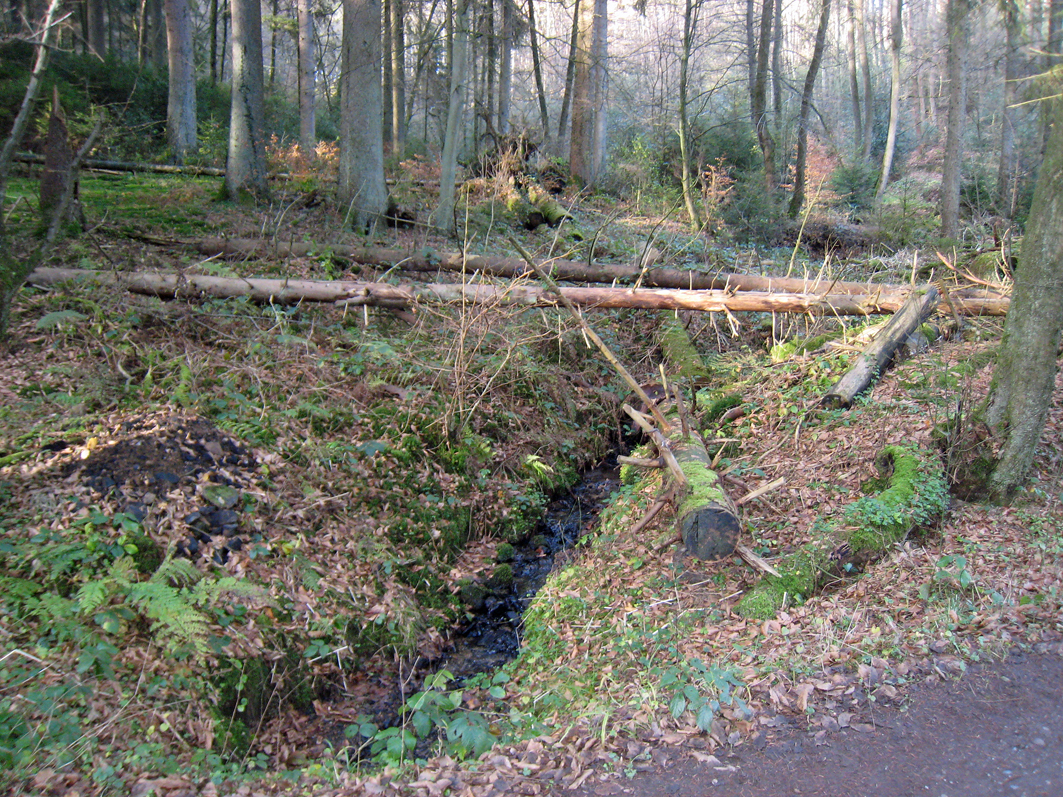
Der Bach unterquert die Straße Juckerberg und fließt dann in den Kotzbach.

## Bergbau
Am Westhang des Bergrückens lagen die beiden großen Bergwerke Grube Berzelius und Grube Apfel.